# Laëtitia Tignola
Laëtitia Tignola (Les Sables-d'Olonne, 25 de agosto de 1972) es una deportista francesa que compitió en judo. Ganó dos medallas en el Campeonato Europeo de Judo, oro en 2000 y bronce en 2001.

## Palmarés internacional
| Campeonato Europeo | Campeonato Europeo  | Campeonato Europeo | Campeonato Europeo |
| Año                | Lugar               | Medalla            | Categoría          |
| ------------------ | ------------------- | ------------------ | ------------------ |
| 2000               | Breslavia (Polonia) | Medalla de oro     | –52 kg             |
| 2001               | París (Francia)     | Medalla de bronce  | –52 kg             |